# Leopold Kielholz
Leopold Poldi Kielholz (ur. 9 czerwca 1911 zm. 4 czerwca 1980) – szwajcarski piłkarz grający na pozycji napastnika. Uczestnik mistrzostw świata 1934, na których strzelił trzy bramki oraz mistrzostw świata 1938. W trakcie tych turniejów był piłkarzem Servette FC i SC Young Fellows Juventus. Przez rok był grającym trenerem Stade de Reims. Dla reprezentacji Szwajcarii zagrał łącznie w 17 spotkaniach i strzelił 12 goli. Po zakończeniu kariery piłkarskiej dwukrotnie zostawał selekcjonerem kadry narodowej.